# Etienne Sticher
Etienne Sticher (6 febbraio 1997) è un giocatore di football americano svizzero che gioca nel ruolo di wide receiver per gli Zürich Renegades.